# گولوسور
گولوسور(نام علمی: Gulosaurus) نام یک سرده از گریپیا است.